# David Klein
David Klein est un footballeur français né le 13 août 1973 à Mulhouse. Son poste de prédilection est gardien de but.

## Biographie
Lors de la saison 2005-2006 du Valenciennes FC, il contribue notamment à l'accession de son club en Ligue 1, mais n'est pas conservé la saison suivante.
De juillet 2009 à juillet 2011, il est entraîneur des gardiens du RC Strasbourg avant de prendre le même poste au Valenciennes FC.

## Palmarès
- Champion de France de D2 en 2006 avec le Valenciennes FC.
- Champion de France de National en 2005 avec le Valenciennes FC.

## Statistiques
- 3 matchs en Coupe Intertoto
- 11 matchs en Ligue 1
- 158 matchs en Ligue 2
- 108 matchs en National
- 5 matchs en 2e division écossaise